# Гацек (кот)
Гацек (пол. Gacek) — кот, который за 2020—2023 годы стал заметной туристической достопримечательностью города Щецин, Польша. Кот имеет пятизвёздочный рейтинг на Google Maps.
Слава этого кота началась, когда немецкий турист выложил на YouTube видео, демонстрирующее историю Гацека, которое стало вирусным и собрало более 4,5 миллионов просмотров. Гацек — бездомный кот, но чаще всего его можно найти отдыхающим в построенной специально для него деревянной будке на улице Кашубской в центре Щецина. Кот привлекает внимание туристов, в том числе и иностранных. Некоторые люди приезжают в Щецин специально, чтобы встретиться с Гацеком, которого называют «королём улицы Кашубской».
Агентство Reuters назвало Гацека «Ким Кардашьян от кошачьего мира» из-за множества сувениров на его тему, которые продаются на улице Кашубской. О Гацеке писали международные СМИ, в том числе The Washington Post, India Times и The New Zealand Herald.
20 марта 2023 года произошла попытка похищения Гацека. Попытка не удалась: Гацек спрятался под ближайшей машиной. Похититель скрылся.
В апреле 2023 года Гацек был принят в Польский институт ухода за животными (Towarzystwo Opieki nad Zwierzętami w Polsce — TOZ) и временно недоступен. Гацек был вынужден лечиться в ТОЗе из-за ожирения. Его вес достиг 10 кг, что намного превышает вес нормальной кошки, который колеблется в пределах 5-6 кг. Кот также страдает от ряда других проблем со здоровьем, таких как гингивит и артрит. В настоящее время он находится под наблюдением профессионального ветеринара на терапии для похудения и пока не может быть найден свободно бродящим по улице Кашубской.
Из-за известности Гацека городское правительство Щецина предложило проект увековечивания его памяти посредством установки памятника и информационных стендов, а также стерилизацию 500 бездомных кошек в начале 2024 года. Стоимость этого проекта оценивается в 180 000 польских злотых.